# Авдеевка (Саратовская область)
Авде́евка — деревня в Саратовском районе Саратовской области России. С 1 января 2022 года входит в состав городского округа город Саратов.

## Физико-географическая характеристика
Деревня располагается на западе Саратовского района, в 12 километрах от административного центра посёлка Тепличный и в 8 километрах от областного центра города Саратова. Деревня располагается в стороне от Саратовской кольцевой автодороги.  
Климат
Климат в деревне умеренно холодный. Наблюдается большое количество осадков, даже в самый засушливый месяц (согласно классификации климатов Кёппена — Dfa). Среднегодовая температура в Авдеевке — 6,2 °C. Среднегодовая норма осадков — 429 мм. Наименьшее количество осадков выпадает в марте и составляет 24 мм. Наибольшее количество осадков выпадает в августе, в среднем 44 мм.
Часовой пояс
деревня Авдеевка, как и вся Саратовская область, находится в часовой зоне МСК+1. Смещение применяемого времени относительно UTC составляет +4:00.
Уличная сеть
В деревне только две территории садово некоммерческих товариществ: Авдеевское и Авдеевское-2.

## Население
| 2010 | 2019 |
| ---- | ---- |
| 0    | →0   |

На 2019 год в селе постоянно зарегистрированных не было, насчитывается 1 двор и два дачных товарищества с множеством участков.

## Достопримечательности
В границах населённого пункта расположен Александровский пруд, окружённый зеленью лугов. Образован путем запруды речки Латрык плотиной на стороне Новоалександровки.

## Ссылка
- Официальный сайт Саратовского района
- Официальный сайт Александровского муниципального образования